# 周口师范学院
周口师范学院是一所位于中国河南省周口市的省属师范类本科大学。

## 概况
该大学的历史可以溯源至1973年创建的周口地区师资培训学校，翌年易名为周口地区师范学校。1982年，周口地区师范学校与周口地区师范学校大专班合并组建为周口师范专科学校。1992年，易名为周口师范高等专科学校，2000年，周口教育学院并入周口师范高等专科学校。
2002年3月，中华人民共和国教育部同意在周口师范高等专科学校与周口教育学院合并基础上建立周口师范学院。
2015年，河南省教育厅和周口市人民政府签署了共同支持周口师范学院转型发展协议，该校被确定为河南省首批“示范性应用技术型本科高校”。2018年，周口师范学院入选2018年度全国创新创业典型经验高校50强。

## 学部设置
至2021年，该校设有文学院、政法学院、外国语学院、数学与统计学院、物理与电信工程学院、化学化工学院、生命科学与农学学院、计算机科学与技术学院、教育科学学院、美术学院、音乐舞蹈学院、体育学院、经济与管理学院、新闻与传媒学院、机械与电气工程学院、设计学院、网络工程学院、软件学院、继续教育学院、马克思主义学院、公共艺术与职业技能教研部21个教学院（部），开设有64个本科专业、16个专科专业。